# نوک‌شاخ سیاه
 نوک‌شاخ سیاه (نام علمی: Anthracoceros malayanus) نام یک گونه از تیره نوک‌شاخ است.